# Associazione Calcio Legnano 1949-1950
Questa voce raccoglie le informazioni riguardanti l'Associazione Calcio Legnano nelle competizioni ufficiali della stagione 1949-1950.

## Stagione

Héctor Puricelli, al Legnano dal 1949 al 1951

Sempre con l'obiettivo della promozione in Serie A, il presidente Pino Mocchetti appronta un calciomercato volto a migliorare ulteriormente l'organico. Tra gli acquisti, ci sono i difensori Sergio Realini e Luigi Norbiato, il centrocampista Alberto Oldani e gli attaccanti Egiziano Bertolucci, Nereo Manzardo, Giuseppe Molina e Silvano Pravisano. L'arrivo più importante è quello di Héctor Puricelli, che si accasa al Legnano a fine carriera dopo aver giocato, tra gli altri, con Milan e Bologna. C'è un cambiamento anche sulla panchina: il portiere lilla Ugo Innocenti si ritira dal calcio giocato e sostituisce Giuseppe Galluzzi alla guida tecnica della squadra.
Ad un inizio stagione molto positivo, che porta provvisoriamente il Legnano in testa alla classifica, segue una lunga serie di risultati altalenanti, soprattutto in trasferta, da cui consegue il 3º posto finale in graduatoria a 57 punti, a 4 lunghezze dal Napoli capolista e a 3 punti dall'Udinese seconda classificata. Nel complesso, nella stagione 1949-1950, il Legnano non delude le attese e desta un'impressione positiva, facendo ben sperare per il futuro e per una possibile e imminente promozione in Serie A.

## Divise
| Casa |

## Organigramma societario
Area direttiva
- Presidente: comm. Pino Mocchetti

Area tecnica
- Allenatore: Ugo Innocenti
- Direttore tecnico: Luigi Ferrario

## Rosa
| N. |                   | Ruolo | Calciatore          |
| -- | ----------------- | ----- | ------------------- |
|    | Italia (bandiera) | A     | Giuseppe Aliprandi  |
|    | Italia (bandiera) | D     | Luigi Asti          |
|    | Italia (bandiera) | A     | Egiziano Bertolucci |
|    | Italia (bandiera) | C     | Fausto Braga        |
|    | Italia (bandiera) | A     | Lorenzo Colpo       |
|    | Italia (bandiera) | D     | Fedele Greco        |
|    | Italia (bandiera) | P     | Mario Longoni       |
|    | Italia (bandiera) | C     | Luciano Lupi        |
|    | Italia (bandiera) | A     | Nereo Manzardo      |

| N. |                    | Ruolo | Calciatore          |
| -- | ------------------ | ----- | ------------------- |
|    | Italia (bandiera)  | A     | Giuseppe Molina (I) |
|    | Italia (bandiera)  | A     | Bruno Mozzambani    |
|    | Italia (bandiera)  | D     | Luigi Norbiato      |
|    | Italia (bandiera)  | C     | Alberto Oldani (II) |
|    | Italia (bandiera)  | A     | Silvano Pravisano   |
|    | Uruguay (bandiera) | A     | Héctor Puricelli    |
|    | Italia (bandiera)  | D     | Sergio Realini      |
|    | Italia (bandiera)  | C     | Daniele Revere      |

## Risultati

### Serie B

#### Girone d'andata
| Arbitro: | Tibaldi (Savona) |

|           |           |  |
| Colpo 43’ | Marcatori |  |

| Arbitro: | Zilli (Reggio Emilia) |

|                              |           |                                             |
| Mangini 59’ Pozzo 88’ (rig.) | Marcatori | 30’, 52’ Bertolucci 46’ Molina 79’ Manzardo |

| Arbitro: | Poggipollini (Ferrara) |

|                    |           |  |
| Puricelli 76’, 88’ | Marcatori |  |

| Catania 2 ottobre 1949 4ª giornata | Catania         | 0 – 0 | Legnano | Stadio Cibali\| Arbitro: \| Maurelli (Roma) \| |
| Arbitro:                           | Maurelli (Roma) |       |         |                                                |

| Arbitro: | Pera (Firenze) |

|  |           |                           |
|  | Marcatori | 40’ Bertolucci 61’ Oldani |

| Arbitro: | Tassini (Verona) |

|                |           |  |
| Mozzambani 47’ | Marcatori |  |

| Arbitro: | Scotto (Savona) |

|             |           |              |
| Dal Bon 55’ | Marcatori | 28’ Manzardo |

| Arbitro: | Molon (Verona) |

|                                 |           |                         |
| Manzardo 35’ Puricelli 61’, 72’ | Marcatori | 66’ Micheloni 80’ Badii |

| Arbitro: | Galeati (Bologna) |

|               |           |                                            |
| Puricelli 76’ | Marcatori | 22’ D'Alconzo 24’, 51’ Suprina 88’ Krieziu |

| Arbitro: | Cappucci (Roma) |

|                                           |           |                      |
| Bacchetti 15’ Colosio 63’ Bertoni III 73’ | Marcatori | 80’ (rig.) Pravisano |

| Arbitro: | Coppolone (Bari) |

|                                           |           |            |
| Tavellin 9’, 53’, 78’ Pozzan 74’ Sega 90’ | Marcatori | 87’ Molina |

| Arbitro: | Bertolio (Torino) |

|                           |           |  |
| Molina 63’ Mozzambani 65’ | Marcatori |  |

| Arbitro: | Savio (Torino) |

|                          |           |  |
| Emiliani 85’ De Vito 88’ | Marcatori |  |

| Arbitro: | Maurelli (Roma) |

|                          |           |  |
| Aliprandi 16’ Molina 42’ | Marcatori |  |

| Arbitro: | Silvano (Torino) |

|                        |           |                   |
| Conti 75’ Ghezzani 81’ | Marcatori | 90’ (rig.) Molina |

| Arbitro: | Pizzato (Mestre) |

|                                                         |           |            |
| Pravisano 7’, 32’, 54’ Molina 13’ Mozzambani 48’ (rig.) | Marcatori | 70’ Parvis |

| Arbitro: | Righi (Milano) |

|                                               |           |  |
| Pravisano 9’ Molina 26’ Mozzambani 71’ (rig.) | Marcatori |  |

| Arbitro: | Boffardi (Genova) |

|                              |           |               |
| Rawcliffe 26’ Albertelli 44’ | Marcatori | 36’ Pravisano |

| Arbitro: | Maurelli (Roma) |

|                           |           |  |
| Tosolini 11’ Gregorin 78’ | Marcatori |  |

| Arbitro: | Canavesio (Torino) |

|                                             |           |                            |
| Mozzambani 25’ (rig.) Molina 47’ Revere 74’ | Marcatori | 3’ Vergazzola 84’ Di Paola |

| Arbitro: | Scotto (Savona) |

|                    |           |  |
| Zorzi I 62’ (rig.) | Marcatori |  |

#### Girone di ritorno
| Arbitro: | Tibaldi (Savona) |

|                           |           |           |
| Brighenti 43’ Manenti 65’ | Marcatori | 58’ Colpo |

| Arbitro: | Bellè (Venezia) |

|                               |           |  |
| Molina 3’ Pravisano 7’ (rig.) | Marcatori |  |

| Arbitro: | Zilli (Reggio Emilia) |

|               |           |                   |
| Giorgetti 67’ | Marcatori | 9’, 76’ Puricelli |

| Arbitro: | Rigato (Mestre) |

|                                                |           |                               |
| Puricelli 3’ Pravisano 13’ Mozzambani 28’, 57’ | Marcatori | 56’, 77’ Porcelli 75’ Pierini |

| Arbitro: | Bernardi (Savona) |

|                                    |           |               |
| Molina 60’ Braga 63’ Puricelli 73’ | Marcatori | 3’ Castellano |

| Arbitro: | Pieri (Trieste) |

|                       |           |                             |
| Masoni 55’ Surano 68’ | Marcatori | 7’ Puricelli 38’ Mozzambani |

| Arbitro: | Pizzato (Mestre) |

|                          |           |              |
| Molina 44’ Puricelli 75’ | Marcatori | 35’ Antonini |

| Arbitro: | Pera (Firenze) |

|  |           |                |
|  | Marcatori | 68’ Mozzambani |

| Arbitro: | Canavesio (Torino) |

|                |           |  |
| Todeschini 21’ | Marcatori |  |

| Arbitro: | Agnolin (Bassano del Grappa) |

|                          |           |                              |
| Molina 36’ Pravisano 60’ | Marcatori | 16’ Zambelli 55’ Bertoni III |

| Arbitro: | Maurelli (Roma) |

|                                             |           |                |
| Molina 14’, 21’ Puricelli 75’ Pravisano 83’ | Marcatori | 22’ De Lazzari |

| Arbitro: | Tibaldi (Savona) |

|  |           |                                   |
|  | Marcatori | 47’ Mozzambani 57’, 72’ Pravisano |

| Arbitro: | Pera (Firenze) |

|                                                     |           |             |
| Mozzambani 12’ Puricelli 20’, 31’, 62’ Manzardo 79’ | Marcatori | 17’ De Vito |

| Lodi 7 maggio 1950 35ª giornata | Fanfulla         | 0 – 0 | Legnano | Stadio Dossenina\| Arbitro: \| Tibaldi (Savona) \| |
| Arbitro:                        | Tibaldi (Savona) |       |         |                                                    |

| Arbitro: | Pieri (Trieste) |

|               |           |               |
| Puricelli 42’ | Marcatori | 75’ Bartolini |

| Arbitro: | Gemini (Roma) |

|                                      |           |                                                       |
| Michelini 8’ Trasmondi 29’ Zorgo 39’ | Marcatori | 69’ Pravisano 75’ Mozzambani 82’ Puricelli 83’ Revere |

| Arbitro: | Bilotti (Ravenna) |

|  |           |                             |
|  | Marcatori | 40’ Pravisano 80’ Puricelli |

| Arbitro: | Bernardi (Savona) |

|                                        |           |           |
| Molina 20’ Puricelli 42’, 63’ Asti 47’ | Marcatori | 67’ Dania |

| Arbitro: | Piemonte (Monfalcone) |

|                              |           |                  |
| Molina 32’ Manzardo 65’, 68’ | Marcatori | 4’ (rig.) Grosso |

| Arbitro: | Agnolin (Bassano del Grappa) |

|          |           |              |
| Loni 16’ | Marcatori | 74’ Manzardo |

| Arbitro: | Tibaldi (Savona) |

|                                                                        |           |           |
| Manzardo 4’ Molina 12’ Pravisano 41’ Mozzambani 66’, 75’ Puricelli 86’ | Marcatori | 21’ Sloan |

## Statistiche

### Statistiche di squadra
| Competizione | Punti | Totale | Totale | Totale | Totale | Totale | Totale | DR  |
| Competizione | Punti | G      | V      | N      | P      | Gf     | Gs     | DR  |
| ------------ | ----- | ------ | ------ | ------ | ------ | ------ | ------ | --- |
| Serie B      | 57    | 42     | 25     | 7      | 10     | 86     | 52     | +34 |

### Statistiche dei giocatori
| Giocatore      | Serie B  | Serie B |
| Giocatore      | Presenze | Reti    |
| -------------- | -------- | ------- |
| G. Aliprandi   | 6        | 1       |
| L. Asti        | 35       | 1       |
| E. Bertolucci  | 12       | 3       |
| F. Braga       | 19       | 1       |
| L. Colpo       | 37       | 2       |
| F. Greco       | 42       | 0       |
| M. Longoni     | 42       | 0       |
| L. Lupi        | 39       | 0       |
| B. Manzardo    | 29       | 8       |
| G. Molina (I)  | 39       | 17      |
| B. Mozzambani  | 40       | 14      |
| L. Norbiato    | 1        | 0       |
| A. Oldani (II) | 5        | 1       |
| S. Pravisano   | 31       | 15      |
| H. Puricelli   | 33       | 21      |
| S. Realini     | 10       | 0       |
| D. Revere      | 42       | 2       |